# Salix dissa
Salix dissa — вид квіткових рослин із родини вербових (Salicaceae).

## Морфологічна характеристика
Це кущ до 1 метра заввишки. Гілочки розлогі; молоді гілочки жовті чи жовтувато-коричневі, волосисті чи голі, короткі та тонкі. Листкова ніжка коротка; листкова пластинка довгаста чи видовжено-еліптична до видовжено-яйцюватої, рідше видовжено-ланцетної, 10–30(40) × 5–18 мм, абаксіально (низ) білувата, гола, адаксіально жовтувато-зелена, рідше тьмяно-зелена, край цільний, верхівка гостра чи тупа. Сережка чоловіча 20–40 × 5–7 мм. Чоловіча квітка: тичинок 2; пиляки жовті, майже кулясті. Сережка жвноча тонка, 15–30 × 2–4 мм. Коробочка яйцювато-довгаста, ≈ 4 мм.

## Середовище проживання
Китай: Ганьсу, Сичуань, Юньнань. Росте поблизу струмків, відкритих місць, схилів гір; на висотах 900–3000 метрів.